# Yehude Simon

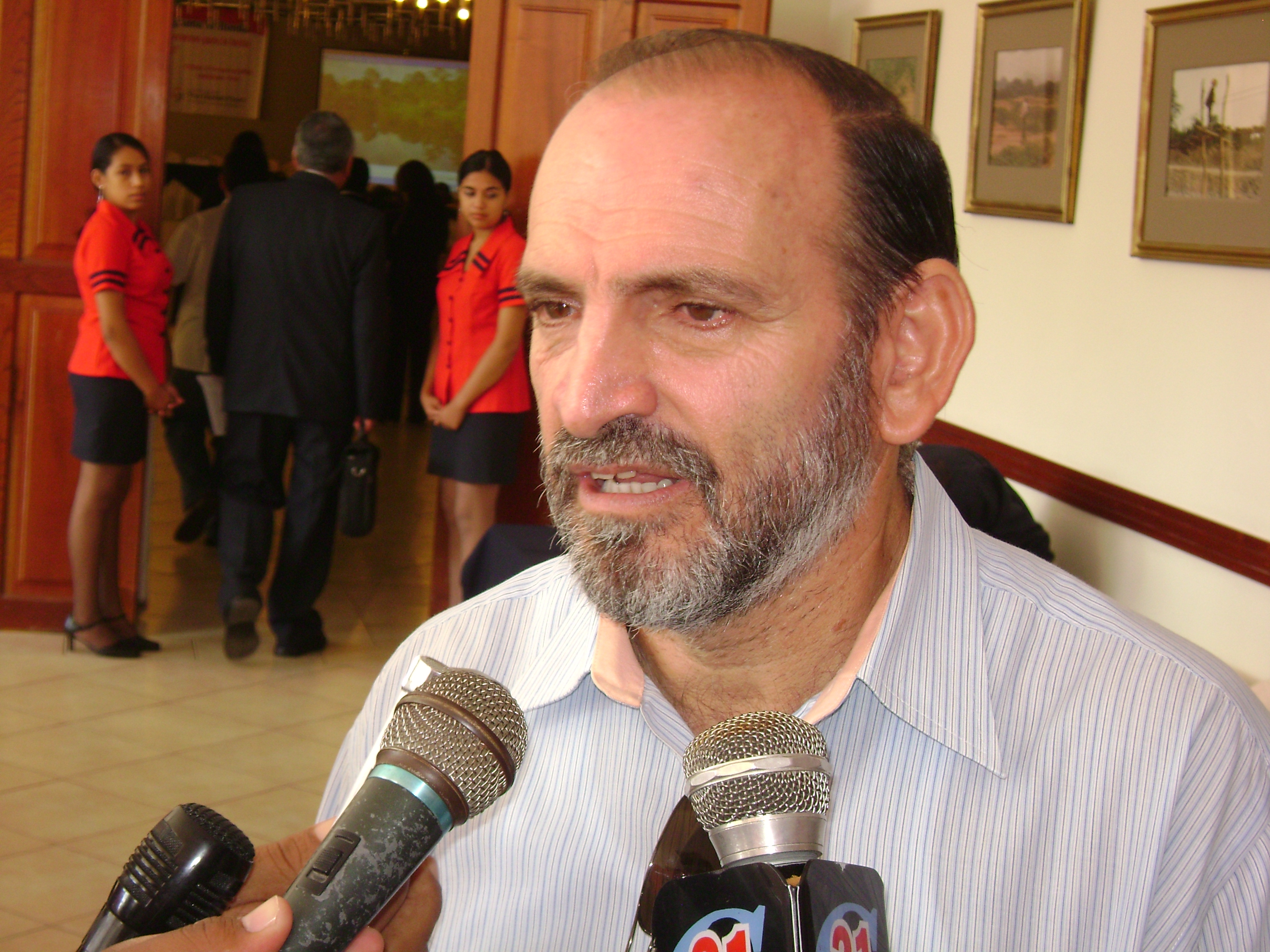
Yehude Simon

Yehude Simon Munaro (* 18. Juli 1947) ist ein peruanischer Politiker. Von Oktober 2008 bis Juli 2009 war er Premierminister von Peru.

## Leben
Simon verbüßte in den 1990er Jahren eine achteinhalbjährige Gefängnisstrafe wegen angeblicher Kontakte zu linksgerichteten Rebellen des Movimiento Revolucionario Túpac Amaru. Die Anklage gegen Simon wurde im Jahr 1992 unter der Regierung von Alberto Fujimori vollzogen. Der Übergangspräsident Valentín Paniagua begnadigte ihn schließlich im Jahre 2000.
Simon war ein beliebter linksgerichteter Gouverneur der nördlichen Provinz Lambayeque, als er im Oktober 2008 von Präsident Alan García zum Premierminister ernannt wurde. Zuvor, am 10. Oktober 2008, trat das gesamte Kabinett aufgrund eines Öl-Korruptionsskandals zurück. Auch Premierminister Jorge del Castillo musste aufgrund von Tonbandaufzeichnungen zurücktreten. Die Ernennung Simons wurde als radikaler Schritt Garcías zur Rettung des Rufs der Regierung gewertet, nachdem dessen Popularität stark gesunken war und er insbesondere vom linken Lager kritisiert wurde. Simon konnte sich einen Ruf als transparenter Politiker aufbauen, der sich mit der Verbesserung des Gesundheits- und Bildungswesens einen Namen gemacht hat. Seine Ernennung löste jedoch auch Verwunderung aus. Im Juli 2009 trat er als Premierminister zurück. Nachfolger wurde Javier Velásquez Quesquén.
Zur Präsidentschaftswahl 2016 wollte Simon für die Peruanische Humanistische Partei antreten, zog seine Kandidatur jedoch vor der Wahl zurück.